# La Côte Picarde
La Côte Picarde é uma competição de ciclismo profissional por etapas que se disputa anualmente em França, no mês de abril.
Começou-se a disputar em 1992. Foi uma corrida profissional até 1999, sendo pontuável para a Copa da França de Ciclismo no período 1996-1999. A partir de 2000 converteu-se numa corrida sub-23 primeiro como corrida amador e a partir da criação Circuitos Continentais UCI em 2005 fazendo parte do UCI Europe Tour, dentro a categoria 1.2 (última categoria do profissionalismo); e depois na categoria criada em 2007, também dentro da última categoria do profissionalismo: 1.Ncup (Copa das Nações UCI).
A corrida disputa-se no departamento de Somme, em Picardia. A saída da prova é em Nouvion e a meta está na localidade de Mers-les-Bains.

## Palmarés

### Profissional
| Ano  | Ganhador                 | Segundo             | Terceiro              |
| ---- | ------------------------ | ------------------- | --------------------- |
| 1992 | Jean-Philippe Dojwa      | Denis Roux          | Jaan Kirsipuu         |
| 1993 | Peter Verbeken           | Emmanuel Hubert     | Paul Haghedooren      |
| 1994 | Laurent Roux             | Tom Steels          | Jaan Kirsipuu         |
| 1995 | Thierry Marie            | Eric Van Lancker    | Cyril Saugrain        |
| 1996 | Philippe Gaumont         | Francis Moreau      | Christophe Leroscouet |
| 1997 | Djamolidine Abdoujaparov | Fabio Sacchi        | Christophe Leroscouet |
| 1998 | Mauro Zinetti            | Jean-Michel Thilloy | Franck Bouyer         |
| 1999 | Pascal Chanteur          | Serguei Ivanov      | Bart Voskamp          |

### Sub-23
Em amarelo: edição amador.
| Ano  | Ganhador             | Segundo           | Terceiro             |
| ---- | -------------------- | ----------------- | -------------------- |
| 2000 | Johan Coenen         | Anthony Geslin    | Nicolas Inaudi       |
| 2001 | Andrey Kashechkin    | Anthony Geslin    | Gert Steegmans       |
| 2002 | Sébastien Chavanel   | Gert Steegmans    | Grégory Rast         |
| 2003 | Mathieu Claude       | Yohann Gène       | Pieter Weening       |
| 2004 | Saïd Haddou          | William Grosdent  | Jérémie Dartus       |
| 2005 | Jean-Marc Marino     | Jonathan Ferrand  | Tomasz Smoleń        |
| 2006 | Guillaume Levarlet   | Romain Feillu     | Sébastien Besqueut   |
| 2007 | Simon Špilak         | Hyun Wook Joo     | Kristoffer Nielsen   |
| 2008 | Kristjan Koren       | Simon Clarke      | Nico Keinath         |
| 2009 | Timofey Kritskiy     | Yuriy Agarkov     | Sep Vanmarcke        |
| 2010 | Viacheslav Kuznetsov | John Degenkolb    | Pim Ligthart         |
| 2011 | Arnaud Démare        | Alexey Tsatevitch | Tosh Van Der Sande   |
| 2012 | Vegard Breen         | Bob Jungels       | Jonas Ahlstrand      |
| 2013 | Caleb Ewan           | Sean De Bie       | Simon Yates          |
| 2014 | Jens Wallays         | Thomas Boudat     | Søren Kragh Andersen |
| 2015 | Simone Consonni      | Owain Doull       | Daniel Hoelgaard     |

## Palmarés por países
| País        | Vitórias |
| ----------- | -------- |
| França      | 5        |
| Itália      | 1        |
| Uzbequistão | 1        |
| Bélgica     | 1        |

| País        | Vitórias |
| ----------- | -------- |
| França      | 6        |
| Eslovênia   | 2        |
| Rússia      | 2        |
| Bélgica     | 2        |
| Cazaquistão | 1        |
| Noruega     | 1        |
| Austrália   | 1        |
| Itália      | 1        |